# 1538
Il 1538 (MDXXXVIII in numeri romani) è un anno  del XVI secolo.

## Eventi
- 4 aprile – Con la morte di Elena Vasil'evna Glinskaja ha termine in Russia il periodo definito “regno di Elena”, iniziato nel 1533, in cui la seconda moglie e vedova di Basilio III fu reggente del Granducato di Mosca.
- 18 giugno – Tregua di Nizza: Si conclude la Guerra d'Italia, iniziata sul finire del 1535, con un accordo di pace tra Carlo V d'Asburgo e Francesco I di Francia. Il trattato riconferma la situazione ante bellum.
- 10 - 15 agosto – Francesco I di Francia emana l’Ordinanza di Villers-Cotterêts che rende obbligatorio l’uso del francese nei tribunali per evitare equivoci e difficoltà dovute a quello del latino, che non tutti conoscono. La legge assegna di fatto alla lingua francese uno status che riduce quello di tutti gli altri dialetti del regno, dando inizio a una politica di unificazione linguistica della Francia, che sarà portata alle estreme conseguenze durante la Rivoluzione Francese, per cui l'uguaglianza tra cittadini implica l'uso della stessa lingua.
- 28 settembre – L'ammiraglio ottomano Barbarossa vince nella battaglia di Prevesa la flotta mandata dal papa, l'imperatore e la Repubblica di Venezia e sotto il comando di Andrea Doria.
- 29 settembre-6 ottobre – Nei Campi Flegrei, un’eruzione vulcanica porta alla formazione del Monte Nuovo e distrugge l'abitato di Tripergole, facendo fuggire gli abitanti di Pozzuoli.
- 17 dicembre – Papa Paolo III scomunica nuovamente re Enrico VIII d'Inghilterra dopo le sue varie leggi ecclesiastiche.
- Maddalena Casulana pubblica il primo libro di madrigali per quartetto di voci a Venezia. È il primo libro di musica pubblicato da una donna nella storia europea.
- Nikolaus Wynmann pubblica Colymbetes, sive de arte natandi, il primo trattato sul nuoto, sotto forma di dialogo.
- Gli spagnoli fondano Santa Fé de Bogotá.

## Nati

### Gennaio
- 5 gennaio - Gaspare Visconti, arcivescovo cattolico italiano († 1595)
- 6 gennaio - Jane Dormer, nobildonna inglese († 1612)
- 10 gennaio - Luigi di Nassau, generale olandese († 1574)
- 15 gennaio - Maeda Toshiie, militare giapponese († 1599)
- 20 gennaio - Stefano Felis, compositore italiano († 1603)

### Febbraio
- 8 febbraio - Alessandro Magno, viaggiatore italiano († 1576)

### Marzo
- 25 marzo - Antonio Carafa, cardinale e bibliotecario italiano († 1591)
- 25 marzo - Cristoforo Clavio, gesuita, matematico e astronomo tedesco († 1612)

### Aprile
- 13 aprile - Girolamo Lippomano, ambasciatore italiano († 1591)
- 24 aprile - Guglielmo Gonzaga, duca italiano († 1587)
- 26 aprile - Giovanni Paolo Lomazzo, pittore italiano († 1592)

### Luglio
- 8 luglio - Alberto Bolognetti, cardinale e vescovo cattolico italiano († 1585)
- 25 luglio - Diana di Francia, nobildonna francese († 1619)

### Agosto
- 2 agosto - Serafino Olivier-Razali, cardinale e patriarca cattolico francese († 1609)
- 9 agosto - Lorenzo Priuli, politico, cardinale e patriarca cattolico italiano († 1600)
- 12 agosto - Maria d'Aviz, nobile portoghese († 1577)
- 28 agosto - Jerónimo Román de la Higuera, gesuita e storico spagnolo († 1611)

### Settembre
- 29 settembre - Giovanni II della Frisia orientale, conte († 1591)

### Ottobre
- 2 ottobre - Carlo Borromeo, cardinale e arcivescovo cattolico italiano († 1584)
- 17 ottobre - Irene di Spilimbergo, pittrice e poetessa italiana († 1559)
- 30 ottobre - Cesare Baronio, storico, religioso e cardinale italiano († 1607)
- 30 ottobre - Fabrizio Gesualdo, nobile, compositore e mecenate italiano († 1591)

### Novembre
- 16 novembre - Turibio de Mogrovejo, arcivescovo cattolico spagnolo († 1606)

### Dicembre
- 6 dicembre - Francesco Gonzaga, cardinale e arcivescovo cattolico italiano († 1566)
- 10 dicembre - Battista Guarini, drammaturgo, scrittore e poeta italiano († 1612)
- 23 dicembre - Natale Bonifacio, intagliatore e incisore dalmata († 1592)
- 25 dicembre - Luigi d'Este, cardinale italiano († 1586)

### Senza giorno specificato
- Antonio Abondio, numismatico italiano († 1591)
- Fabio Albergati, giurista italiano († 1606)
- Giulia Ammannati, italiana († 1620)
- Ashikaga Yoshihide, militare giapponese († 1568)
- Baltasar Barreira, gesuita portoghese († 1612)
- Richard Bristow, teologo britannico († 1581)
- Bernardino Brugnoli, architetto italiano († 1583)
- Benedetto Caliari, pittore italiano († 1598)
- Pablo de Céspedes, teologo e pittore spagnolo († 1608)
- Chōsokabe Motochika, militare giapponese († 1599)
- Francesco Curia, pittore italiano († 1608)
- Magdalen Dacre, nobildonna inglese († 1608)
- Achille Gagliardi, filosofo, gesuita e teologo italiano († 1607)
- Giovanni Paolo Gallucci, astronomo, cosmografo e traduttore italiano († 1621)
- Renato Gentili, scrittore e grammatico italiano († 1599)
- Giovanni Agostino Giustiniani Campi, doge († 1613)
- Luigi Gonzaga, nobile italiano († 1570)
- Wawrzyniec Grzymała Goślicki, vescovo cattolico, filosofo e nobile polacco († 1607)
- Erasmus Habermel, incisore tedesco († 1606)
- Honda Masanobu, militare giapponese († 1617)
- Hōjō Ujimasa, militare giapponese († 1590)
- Giulio Iasolino, anatomista e idrologo italiano († 1622)
- Imagawa Ujizane, militare giapponese († 1615)
- Sebastijan Krelj, scrittore, linguista e teologo sloveno († 1567)
- Giovanni Battista Laderchi, avvocato italiano († 1618)
- Filips van Marnix, scrittore e politico fiammingo († 1598)
- Matsukura Shigenobu, militare giapponese († 1593)
- Porzia de' Medici, religiosa italiana († 1565)
- Bernardino Nigro, pittore italiano († 1590)
- Jens Nilssøn, teologo e vescovo luterano norvegese († 1600)
- Tullio Petrozzani, politico e religioso italiano († 1609)
- Mariano Pierbenedetti, cardinale e vescovo cattolico italiano († 1611)
- Scipione Porzio, filosofo, medico e scrittore italiano († 1624)
- Diego Romano y Gobea, vescovo cattolico spagnolo († 1606)
- Reichard Streun von Schwarzenau, nobile, politico e storico austriaco († 1600)
- Anna Seymour, nobile († 1588)
- Shibata Naganori, militare giapponese († 1580)
- Shinjō Naoyori, militare giapponese († 1613)
- Pierre Simons, vescovo cattolico belga († 1605)
- Marcello Squarcialupi, medico italiano († 1592)
- Flaminio Vacca, scultore italiano († 1605)
- Pedro de Aguado, francescano spagnolo († 1609)
- María de los Cobos Sarmiento de Mendoza, nobildonna spagnola († 1578)
- Mathias de l'Obel, botanico fiammingo († 1616)

## Morti

### Gennaio
- 8 gennaio - Beatrice d'Aviz, nobile (n. 1504)
- 9 gennaio - Fadrique Enríquez de Velasco, militare e nobile spagnolo (n. 1460)
- 16 gennaio - Antonia del Balzo, nobile italiana (n. 1461)
- 21 gennaio - Marcantonio Dal Verme, condottiero italiano
- 28 gennaio - Marino Ascanio Caracciolo, cardinale e vescovo cattolico italiano (n. 1468)

### Febbraio
- 12 febbraio - Albrecht Altdorfer, pittore tedesco
- 27 febbraio - Eberhard von der Mark, cardinale e vescovo cattolico tedesco (n. 1472)

### Marzo
- 12 marzo - Ludovico Lodron, condottiero italiano (n. 1484)
- 13 marzo - Diego Hoces, gesuita spagnolo
- 23 marzo - Karaṇī Mātā,  indiana

### Aprile
- 3 aprile - Lucantonio Giunti, editore e tipografo italiano (n. 1457)
- 3 aprile - Elizabeth Howard, nobile inglese
- 4 aprile - Elena Vasil'evna Glinskaja, principessa russa
- 6 aprile - Hans Dürer, pittore, illustratore e incisore tedesco (n. 1490)
- 26 aprile - Rodrigo Orgóñez, generale e esploratore spagnolo (n. 1490)

### Maggio
- 15 maggio - Filippo III di Hanau-Lichtenberg,  tedesco (n. 1482)
- 22 maggio - John Forest, francescano inglese (n. 1471)

### Giugno
- 30 giugno - Carlo di Gheldria, nobile olandese (n. 1467)

### Luglio
- 8 luglio - Diego de Almagro, condottiero spagnolo
- 10 luglio - Hafize Sultan, principessa ottomana
- 26 luglio - George Talbot, IV conte di Shrewsbury, nobile britannico

### Agosto
- 5 agosto - Shimun VI, vescovo cristiano orientale siro
- 13 agosto - Giovanni Filoteo Achillini, poeta, letterato e umanista italiano (n. 1466)
- 23 agosto - Ulrich von Hohensax, generale svizzero

### Settembre
- 14 settembre - Enrico III di Nassau-Breda, nobile (n. 1483)
- 28 settembre - Maria di Borbone-Vendôme, principessa francese (n. 1515)
- 28 settembre - Alfonso Manrique de Lara, cardinale e arcivescovo cattolico spagnolo

### Ottobre
- 20 ottobre - Francesco Maria I della Rovere, nobile e condottiero italiano (n. 1490)

### Novembre
- 13 novembre - Antonio Buora, architetto e scultore italiano
- 23 novembre - Stefano Lamberti, scultore e notaio italiano (n. 1482)

### Dicembre
- 9 dicembre - Henry Courtenay, I marchese di Exeter, nobile britannico
- 18 dicembre - Filippo Strozzi, politico, condottiero e banchiere italiano (n. 1489)
- 28 dicembre - Andrea Gritti, mercante, militare e politico italiano (n. 1455)

### Senza giorno specificato
- Askia Mohammad I, imperatore
- Akechi Mitsutsugu, militare giapponese (n. 1468)
- Giovan Battista Amico, astronomo, matematico e filosofo italiano
- Antoine du Bourg, politico francese
- Hans Buchner, compositore, organista e teorico musicale tedesco (n. 1483)
- Federico Crisogono, astronomo e matematico italiano (n. 1472)
- Marco Dall'Aquila, liutista e compositore italiano (n. 1480)
- Daniele De Rubeis, vescovo cattolico italiano
- Melchior Feselen, pittore e incisore tedesco
- Battista Fiera, medico, poeta e filosofo italiano (n. 1465)
- Giorgio Gandini del Grano, pittore italiano
- Esteban Gómez, cartografo e esploratore spagnolo
- Dorotea Gonzaga, nobildonna italiana (n. 1485)
- Pierre Gringore, poeta e drammaturgo francese (n. 1475)
- Girolamo Nardini, pittore italiano (n. 1460)
- Pietro Olivetano, pedagogo e teologo francese
- Paganino Paganini, tipografo e editore italiano
- Teodoro Spandugino, storico bizantino
- Domenico Tasso, cavaliere italiano (n. 1467)
- Ippolita della Rovere, nobile italiana (n. 1515)
- Francesco di Bartolomeo del Giocondo, nobile e mercante italiano (n. 1465)
- Wolf Dietrich von Ems zu Hohenems, nobile austriaco (n. 1507)

## Calendario
| Calendario 1538 | Calendario 1538 | Calendario 1538 | Calendario 1538 | Calendario 1538 | Calendario 1538 | Calendario 1538 | Calendario 1538 | Calendario 1538 | Calendario 1538 | Calendario 1538 | Calendario 1538 | Calendario 1538 | Calendario 1538 | Calendario 1538 | Calendario 1538 | Calendario 1538 | Calendario 1538 | Calendario 1538 | Calendario 1538 | Calendario 1538 | Calendario 1538 | Calendario 1538 | Calendario 1538 | Calendario 1538 | Calendario 1538 | Calendario 1538 | Calendario 1538 | Calendario 1538 | Calendario 1538 | Calendario 1538 | Calendario 1538 | Calendario 1538 |
| --------------- | --------------- | --------------- | --------------- | --------------- | --------------- | --------------- | --------------- | --------------- | --------------- | --------------- | --------------- | --------------- | --------------- | --------------- | --------------- | --------------- | --------------- | --------------- | --------------- | --------------- | --------------- | --------------- | --------------- | --------------- | --------------- | --------------- | --------------- | --------------- | --------------- | --------------- | --------------- | --------------- |
|                 | 1               | 2               | 3               | 4               | 5               | 6               | 7               | 8               | 9               | 10              | 11              | 12              | 13              | 14              | 15              | 16              | 17              | 18              | 19              | 20              | 21              | 22              | 23              | 24              | 25              | 26              | 27              | 28              | 29              | 30              | 31              |                 |
| Gennaio         | Ma              | Me              | Gi              | Ve              | Sa              | Do              | Lu              | Ma              | Me              | Gi              | Ve              | Sa              | Do              | Lu              | Ma              | Me              | Gi              | Ve              | Sa              | Do              | Lu              | Ma              | Me              | Gi              | Ve              | Sa              | Do              | Lu              | Ma              | Me              | Gi              |                 |
| Febbraio        | Ve              | Sa              | Do              | Lu              | Ma              | Me              | Gi              | Ve              | Sa              | Do              | Lu              | Ma              | Me              | Gi              | Ve              | Sa              | Do              | Lu              | Ma              | Me              | Gi              | Ve              | Sa              | Do              | Lu              | Ma              | Me              | Gi              |                 |                 |                 |                 |
| Marzo           | Ve              | Sa              | Do              | Lu              | Ma              | Me              | Gi              | Ve              | Sa              | Do              | Lu              | Ma              | Me              | Gi              | Ve              | Sa              | Do              | Lu              | Ma              | Me              | Gi              | Ve              | Sa              | Do              | Lu              | Ma              | Me              | Gi              | Ve              | Sa              | Do              |                 |
| Aprile          | Lu              | Ma              | Me              | Gi              | Ve              | Sa              | Do              | Lu              | Ma              | Me              | Gi              | Ve              | Sa              | Do              | Lu              | Ma              | Me              | Gi              | Ve              | Sa              | Do              | Lu              | Ma              | Me              | Gi              | Ve              | Sa              | Do              | Lu              | Ma              |                 |                 |
| Maggio          | Me              | Gi              | Ve              | Sa              | Do              | Lu              | Ma              | Me              | Gi              | Ve              | Sa              | Do              | Lu              | Ma              | Me              | Gi              | Ve              | Sa              | Do              | Lu              | Ma              | Me              | Gi              | Ve              | Sa              | Do              | Lu              | Ma              | Me              | Gi              | Ve              |                 |
| Giugno          | Sa              | Do              | Lu              | Ma              | Me              | Gi              | Ve              | Sa              | Do              | Lu              | Ma              | Me              | Gi              | Ve              | Sa              | Do              | Lu              | Ma              | Me              | Gi              | Ve              | Sa              | Do              | Lu              | Ma              | Me              | Gi              | Ve              | Sa              | Do              |                 |                 |
| Luglio          | Lu              | Ma              | Me              | Gi              | Ve              | Sa              | Do              | Lu              | Ma              | Me              | Gi              | Ve              | Sa              | Do              | Lu              | Ma              | Me              | Gi              | Ve              | Sa              | Do              | Lu              | Ma              | Me              | Gi              | Ve              | Sa              | Do              | Lu              | Ma              | Me              |                 |
| Agosto          | Gi              | Ve              | Sa              | Do              | Lu              | Ma              | Me              | Gi              | Ve              | Sa              | Do              | Lu              | Ma              | Me              | Gi              | Ve              | Sa              | Do              | Lu              | Ma              | Me              | Gi              | Ve              | Sa              | Do              | Lu              | Ma              | Me              | Gi              | Ve              | Sa              |                 |
| Settembre       | Do              | Lu              | Ma              | Me              | Gi              | Ve              | Sa              | Do              | Lu              | Ma              | Me              | Gi              | Ve              | Sa              | Do              | Lu              | Ma              | Me              | Gi              | Ve              | Sa              | Do              | Lu              | Ma              | Me              | Gi              | Ve              | Sa              | Do              | Lu              |                 |                 |
| Ottobre         | Ma              | Me              | Gi              | Ve              | Sa              | Do              | Lu              | Ma              | Me              | Gi              | Ve              | Sa              | Do              | Lu              | Ma              | Me              | Gi              | Ve              | Sa              | Do              | Lu              | Ma              | Me              | Gi              | Ve              | Sa              | Do              | Lu              | Ma              | Me              | Gi              |                 |
| Novembre        | Ve              | Sa              | Do              | Lu              | Ma              | Me              | Gi              | Ve              | Sa              | Do              | Lu              | Ma              | Me              | Gi              | Ve              | Sa              | Do              | Lu              | Ma              | Me              | Gi              | Ve              | Sa              | Do              | Lu              | Ma              | Me              | Gi              | Ve              | Sa              |                 |                 |
| Dicembre        | Do              | Lu              | Ma              | Me              | Gi              | Ve              | Sa              | Do              | Lu              | Ma              | Me              | Gi              | Ve              | Sa              | Do              | Lu              | Ma              | Me              | Gi              | Ve              | Sa              | Do              | Lu              | Ma              | Me              | Gi              | Ve              | Sa              | Do              | Lu              | Ma              |                 |